# R Virginis

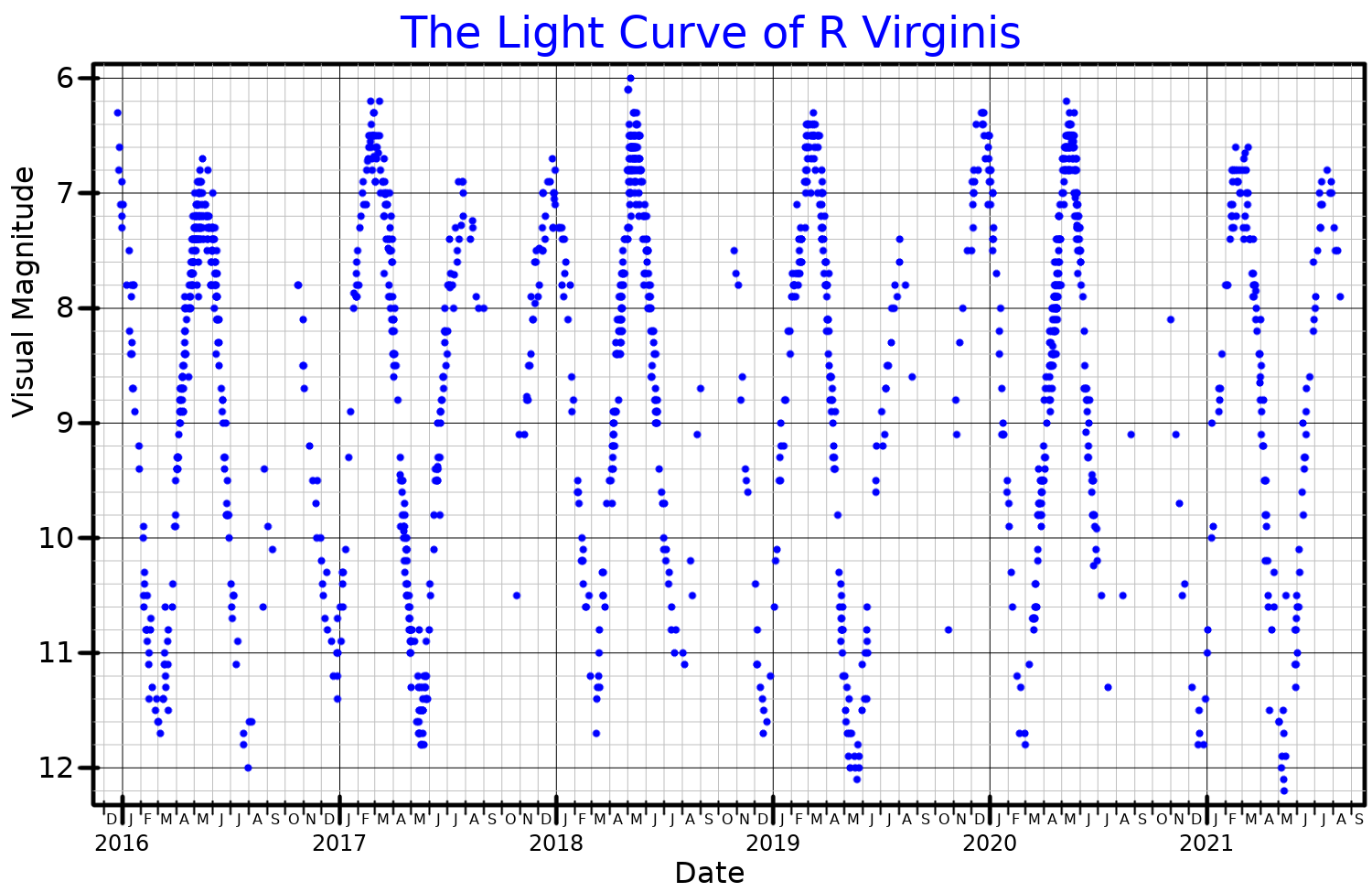
Curva de luz de R Virginis

R Virginis (R Vir) es el nombre de una estrella variable en la constelación de Virgo. Fue descubierta por el astrónomo Karl Ludwig Harding en 1809.
R Virginis es una gigante roja de tipo espectral M4.5IIIe. Medidas realizadas mediante el Interferómetro Keck han permitido obtener el valor aproximado de su radio, 130 veces mayor que el radio solar, y de su temperatura, 3800 K.
R Virginis es una estrella variable Mira cuya magnitud aparente varía entre +6,1 y +12,1 en un período de 145,64 días. Este tipo de variables son gigantes pulsantes de tipos espectrales tardíos —M, C o S— con largos períodos de oscilación, que van desde los 80 hasta los 1000 días. Habitualmente pierden masa estelar a razón de una millonésima de la masa solar cada año.
Poseen entornos circunestelares de CO y H2O por encima de la fotosfera estelar que absorben y reemiten la radiación proveniente de la estrella.
Análisis al respecto sugieren que en el entorno circunestelar de R Virginis, las moléculas (predominantemente de H2O) responsables de la mayor parte de la opacidad molecular se forman a aproximadamente dos veces el radio de la fotosfera.
Al igual que Vindemiatrix (ε Virginis), se piensa que R Virginis forma parte del grupo de las Híades, asociado con el cúmulo del mismo nombre en la constelación de Tauro.